# Even Lemmy Sometimes Sleeps
Even Lemmy Sometimes Sleeps è un album acustico del gruppo musicale italiano The Bastard Sons of Dioniso, pubblicato nel 2007. Contiene brani scritti dai The Bastard Sons of Dioniso e anche cover di altri gruppi. Le prime otto tracce del cd sono registrate in studio, le successive nove dal vivo.

## Tracce
1. Paperback Writer (The Beatles) -  2:16
2. Crazy Slaughterer (The Bastard Sons of Dioniso) - 2:22
3. The Weight of My Words (Kings of Convenience) - 4:10
4. Eanie Meany (Jim Noir) - 2:47
5. Blackbird (The Beatles) - 2:15
6. Toxic Girl (Kings of Convenience) - 3:02
7. Jesus Ranch (Tenacious D) - 2:06
8. Helplessly Hoping (Crosby Stills Nash and Young) - 2:45
9. The Overture (The Bastard Sons of Dioniso) - 2:18
10. It Was Nice to Play (The Bastard Sons of Dioniso) - 2:53
11. Fuck Her Gently (Tenacious D) - 2:03
12. The Denial Twist (The White Stripes) - 3:19
13. Lake of Fire (Meat Puppets) - 2:41
14. The Happy Fake Surgeon (The Bastard Sons of Dioniso) - 4:18
15. Here Comes the Sun (The Beatles) - 2:56
16. Going to California (Led Zeppelin) - 3:33
17. Alice in Wonderland (The Bastard Sons of Dioniso) - 2:41

## Formazione
- Jacopo Broseghini - basso, voce
- Michele Vicentini - chitarra, voce
- Federico Sassudelli - batteria, chitarra, voce